# Oritía (hija de Erecteo)

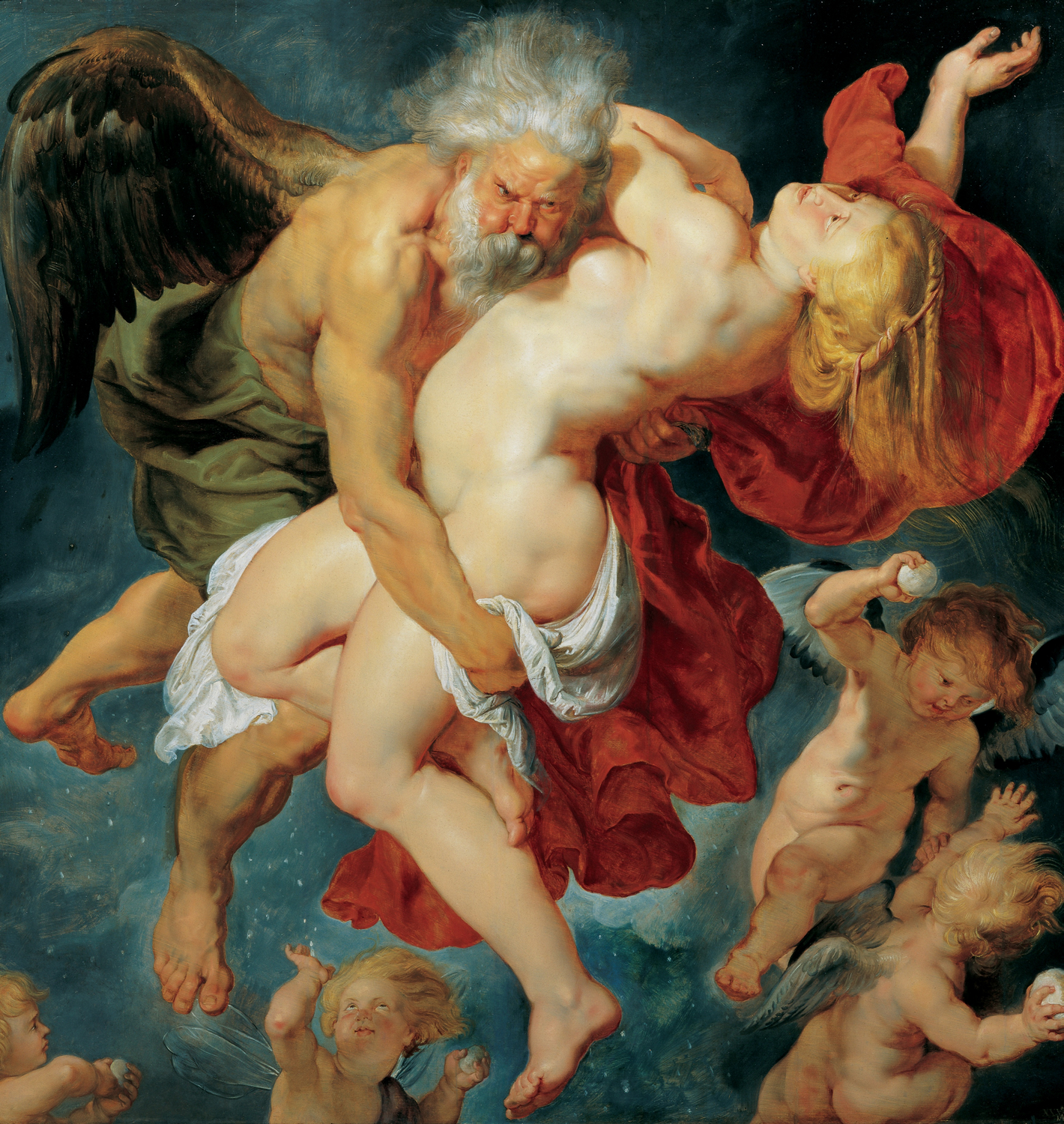
Rubens: Bóreas rapta a Oritía.

En la mitología griega, Oritía (en griego Ὠρείθυια: Ōreíthuia) era el nombre de una hija de Erecteo y de Praxítea, reyes de Atenas. Bóreas, el viento del norte, se enamoró ardientemente mientras que la muchacha jugaba en el río Iliso. El padre de la joven se negó a permitir esta unión, por el frío que reinaba en Tracia, donde vivía el pretendiente, y por el mal recuerdo que los reyes de este país habían dejado en Atenas. Pero lejos de disuadirle, esta negativa aumentó aún más el furor de Bóreas, quien, levantando terribles torbellinos de viento, raptó a la princesa y la trasladó a Tracia, donde reina con él desde entonces. Apolonio dice que Oritía fue llevada hasta la Roca de Sarpedón, cerca del río Ergines de Tracia y allí fue envuelta en una nube y forzada por Bóreas. Allí Oritía le hizo padre de dos niños al que luego les saldrían alas, Zetes y Calais, y de dos hijas más: Quíone y Cleopatra. La mitografía tardía dice que de esta unión también nació el epónimo Hemo.
Platón racionaliza el mito de Oritía y opina «que un golpe del viento Bóreas la precipitó desde Ias rocas próximas, mientras jugaba con (la ninfa) Farmacia y que, habiendo muerto así, fue raptada, según se dice, por Bóreas. Hay otra leyenda que afirma que fue en el Areópago, y que fue allí y no en el Iliso, de donde la raptaron».
Quinto dice que la propia Oritía le regaló un caballo veloz a la amazona Pentesilea cuando ésta se encontraba de visita por Tracia.
Heródoto opina que, de acuerdo con las tradiciones griegas, Bóreas está casado con una mujer del Ática. Debido precisamente a ese parentesco, los atenienses supusieron que su yerno era Bóreas y, cuando se percataron (mientras, a bordo de sus naves, permanecían a la expectativa en Calcis, Eubea) de que la violencia del temporal iba en aumento — o incluso antes de aquella circunstancia— , ofrecieron sacrificios a Bóreas y a Oritía, apelando a ellos para que los socorriesen y destruyeran los navíos de los bárbaros, como ya lo hicieran años atrás en las inmediaciones del Atos.
Esquilo escribió un drama satírico, hoy perdido, llamado Oritía.
El nombre de Oritía, del griego oros (montaña) y thyein (sacrificar), parece hacer referencia a que la joven iba a las montañas a celebrar sus misterios mágicos.